# Disney-ABC Cable Network Group
 (septembre 2021).
Disney-ABC Cable Network Group est une division de la Walt Disney Company regroupant les possessions de Disney dans le domaine des réseaux câblés liés à l'industrie de la télévision. Elle gère la production, la diffusion et les revenus des programmes de télévision ainsi que de radio des différentes filiales de Disney. Elle a été créée en 2004 et fait partie du Disney-ABC Television Group.

## Les entités
- Freeform (anciennement ABC Family)
- Walt Disney Television (aussi nommé Disney Channel Worldwide) comprenant
  - Disney Channel (25 chaînes)
  - Toon Disney (9 chaînes)
  - Playhouse Disney (8 chaînes)
  - Disney Junior (remplaçant Playhouse Disney)
  - Disney Cinemagic
  - Jetix
  - Hungama TV
  - Le réseau Radio Disney associé à ce groupe depuis juillet 2006
- les chaînes détenues de manière plus ou moins importante.
  - SOAPnet, Lifetime, A&E Network

Disney a revendu fin novembre 2006 à Comcast ses parts dans E! Entertainment.

## Historique
Dès 1996, Geraldine Laybourne, ancienne de Nickelodeon, a été nommée présidente de Disney-ABC Cable Networks, regroupement des activités câblées de Disney et ABC à la suite du rachat d'ABC par Disney, mais ce n'est pas encore une filiale.
Le 28 janvier 1997, ABC Cable Networks et Comcast s'associent pour acheter une participation majoritaire dans E! Entertainment.
En 2004, le Disney-ABC Cable Network Group est créé comme une société à part entière.
Le 21 septembre 2005, le groupe a signé un accord avec Verizon pour diffusion sur le service étendu de fibre optique  FIOS de 12 chaînes de Disney dont 7 chaînes ESPN channels, ABC Family et ABC News Now,.
Le 3 janvier 2006, le groupe a ajouté des services de vidéo à la demande au contrat avec Verizon
Le 22 juin 2010, à la suite d'un désaccord entre Disney et Dish Network sur les frais, quatre chaines HD ne sont plus disponibles pour les clients de Dish : ESPNews, ABC Family, Disney Channel et Disney XD.
Le 28 mars 2014, Disney Channel signe un contrat avec Kabel Deutschland, filiale allemande de Vodafone pour distribuer la chaîne sur le cable et toucher 37,7 millions de foyers au lieu de 3 millions actuellement.